# Anello di accrescimento

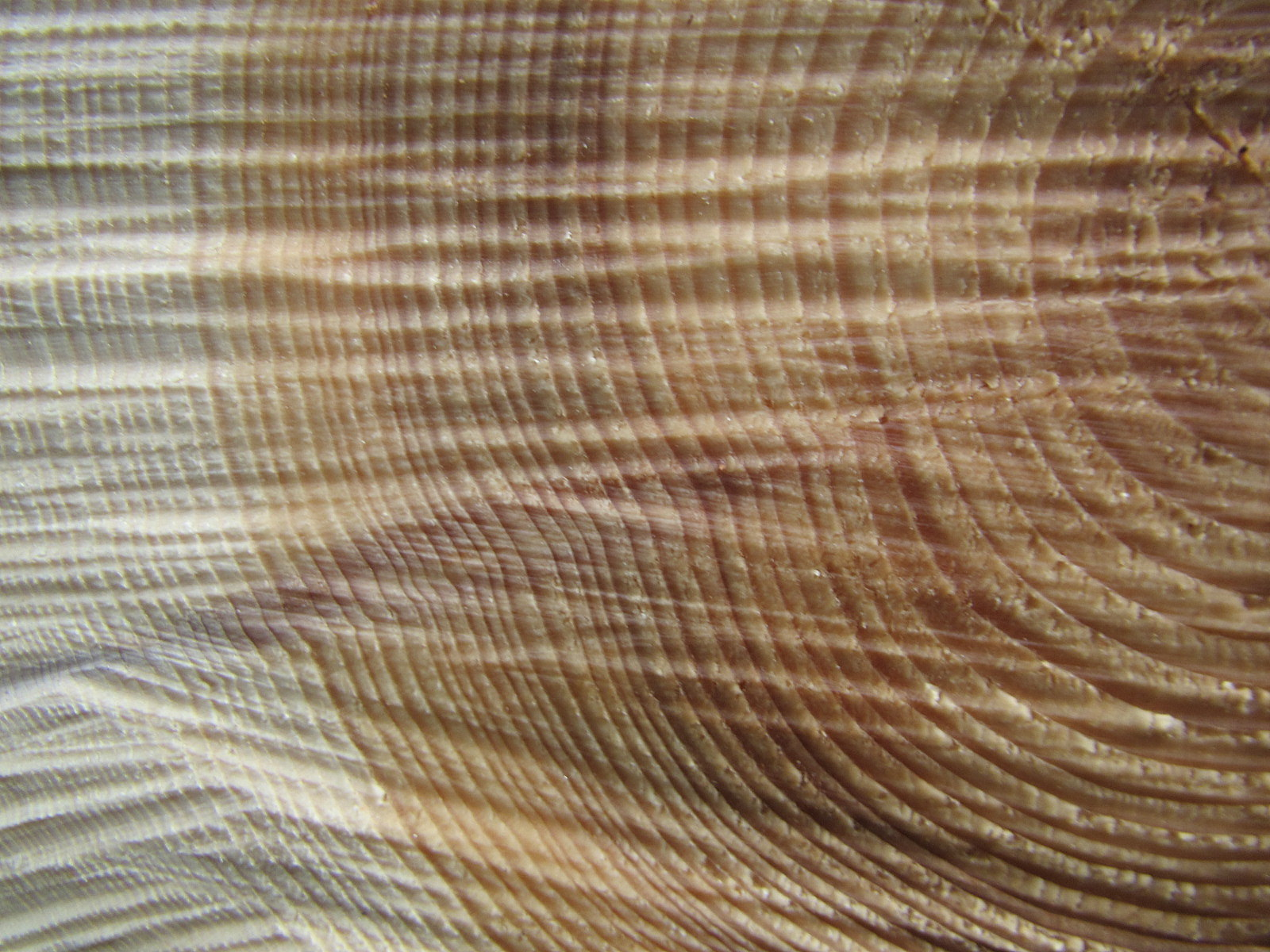
Anelli di accrescimento

Un anello di accrescimento (o anello legnoso) è lo strato di tessuto legnoso prodotto nel corso di un periodo vegetativo da una pianta legnosa. L'attività periodica del cambio dell'albero produce una serie di anelli concentrici intorno al midollo, ben visibili in sezione trasversale del fusto. Ogni anello è generalmente costituito da una porzione primaverile (legno primaticcio) ed una estiva (legno tardivo), chiaramente distinguibili, sia a livello macroscopico, che microscopico. Contando gli anelli degli alberi che crescono in zone di clima temperato è possibile risalire all'età della pianta con una certa approssimazione, in quanto ognuno rappresenta la crescita di una stagione vegetativa.

## Genesi e fisiologia

### Formazione e sviluppo degli anelli
Gli anelli di accrescimento del legno derivano dalla modalità di crescita dell'albero. In tutti gli alberi la crescita avviene allo stesso modo.
L'apice è la parte più giovane dell'albero; infatti, l'attività del cambio ha inizio alla base; motivo per cui il diametro alla base è maggiore di quello in cima. Questo spiega dunque il perché il tronco di un albero ha una forma conica allungata e non cilindrica. Durante la stagione di crescita l'albero si accresce sia in altezza, sia in larghezza e dopo una serie di anni il tronco può essere pensato come una serie di coni di accrescimento molto allungati, uno dentro l'altro e aderenti tra loro, prodotti uno all'anno. I coni però non sono completi all'apice in quanto ogni anno l'apice lavora anche per produrre ulteriore estensione; motivo per cui se si seziona un tronco ad altezze diverse è possibile contare un numero di anelli differente.
Il tronco, se tagliato in sezione trasversale dà origine a un cerchio che mostra una serie di anelli concentrici, e che a volte presenta proprio nel centro il midollo. In sezione longitudinale (parallela all'asse del fusto) invece, gli anelli possono dare origine a un'immagine che ricorda delle fiamme o a delle righe verticali a seconda che la sezione sia tangenziale o radiale.

### Differenze negli anelli per specie e condizioni ambientali
Le cellule che costituiscono i tessuti meccanico e conduttore sono orientate verticalmente e non sono omogenee nell'anello ma cambiano a seconda dell'attività che devono svolgere prevalentemente; quest'ultima è determinata dalla specie legnosa e dalle condizioni ambientali. Per questo motivo nelle conifere, in sezione trasversale, è possibile distinguere l'accrescimento annuale in due zone: legno primaticcio e tardivo. La prima zona è chiara, poco resistente, creata nel periodo primaverile e caratterizzata da cellule con lume ampio e pareti sottili; la seconda è scura, più durevole, prodotta in estate e caratterizzata da cellule dal lume piccolo e pareti più spesse.Nelle latifoglie nella zona primaverile possono essere presenti grossi vasi, visibili anche a occhio nudo, con diametro che decresce verso la zona tardiva, come in Castagno o Querce, oppure essere molto concentrati nella prima zona per poi diminuire di densità nel legno tardivo ma mantenendo le stesse dimensioni come Corbezzolo o Ciliegio. In altre specie, invece, i vasi sono distribuiti in modo omogeneo in entrambe le porzioni rendendo quindi difficile distinguere una dall'altra come in Betulla, Carpini, Pioppi e Faggio.
Gli altri fattori che influenzano notevolmente la durata dell'attività vegetativa, dunque, l'accrescimento diametrale del fusto sono le condizioni ambientali; quindi: clima, intensità della radiazione solare, locazione, suolo ecc.

## Morfologia

### Descrizione macroscopica

#### Sezione trasversale
In una sezione trasversale del fusto, gli anelli di accrescimento del legno di una pianta appaiono come anelli concentrici intorno al midollo. Ogni anello è composto da due zone: quella primaticcia e quella tardiva.
La zona di legno primaticcio viene prodotta dal cambio cribro-vascolare della pianta durante la prima parte della stagione vegetativa, dopo il periodo di stasi invernale. Il legno, in questa porzione dell’anello, è solitamente meno denso e di conseguenza meno performante dal punto di vista meccanico rispetto al legno tardivo. La minore densità deriva dal fatto che gli elementi vasali, cioè trachee e tracheidi, presentano un lume ampio e pareti sottili. Nelle conifere il legno primaticcio è più tenero rispetto al legno tardivo e di colorazione più chiara. Nelle latifoglie può presentare vasi con lume molto ampio, tanto da essere visibili ad occhio nudo, e quindi rilevabili ad un esame di tipo macroscopico.
La zona di legno tardivo viene prodotta dal cambio cribro-vascolare della pianta in tarda estate o al massimo all’inizio dell’autunno.Il legno di questa porzione è generalmente più denso e compatto, quindi più resistente meccanicamente. Infatti gli elementi vasali hanno lume più stretto e pareti più ispessite. Nelle conifere è di colorazione scura, più consistente e di maggiore durezza rispetto alla porzione primaticcia. Nelle latifoglie a porosità anulare la zona tardiva risulta più compatta, perché i vasi hanno lume più ampio e sono concentrati nella porzione di legno primaticcio, che risulta di conseguenza maggiormente porosa. Nelle latifoglie a porosità diffusa può addirittura risultare difficile distinguere gli anelli in quanto la differenza tra legno primaticcio e tardivo è poco marcata a causa della distribuzione uniforme e del lume pressoché costante dei vasi all’interno dell’anello.
Tramite un’analisi macroscopica di una sezione trasversale è possibile determinare il numero totale degli anelli, che corrisponde all’incirca all’età della pianta, lo spessore medio di un singolo anello e la densità radiale degli anelli. Quest’ultimo parametro indica quanti anelli sono presenti in 1 cm di legno, misurato in direzione del raggio. Un altro dato rilevabile sono le aliquote di tessuto tardivo e primaticcio, per determinare quale dei due costituisca in maggior misura ogni anello. Infine è possibile osservare il tipo di transizione tra la zona primaverile e primaticcia dell’anello. Generalmente le conifere presentano una netta differenza tra le due porzioni mentre nelle latifoglie la transizione è più graduale (latifoglie a porosità anulare, come il castagno) o perfino non apprezzabile ad occhio nudo tanto che risulti difficile anche individuare il singolo anello di accrescimento (latifoglie a porosità diffusa, come la betulla).

#### Sezioni longitudinali

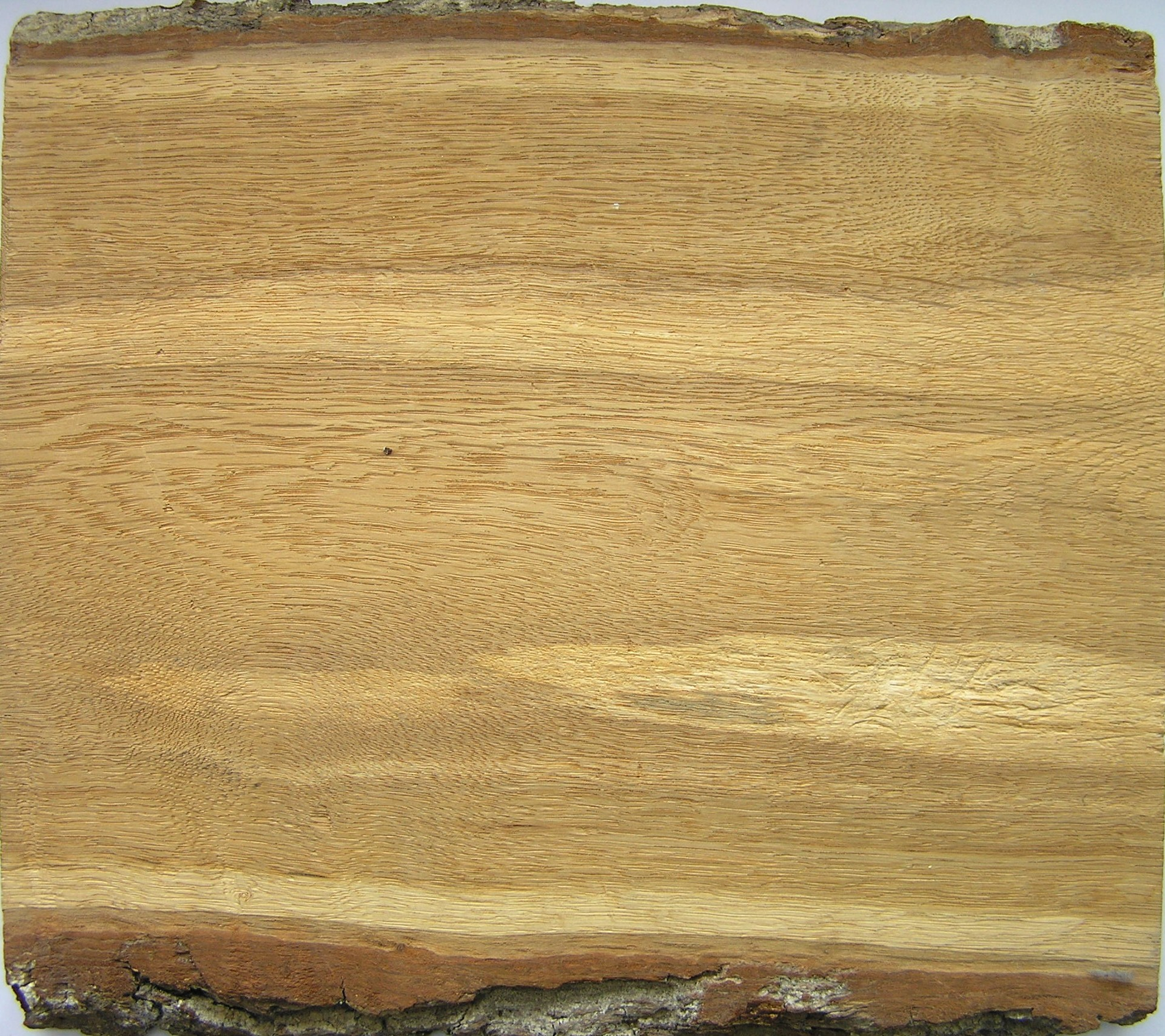
Sezione longitudinale di Quercus robur

Le sezioni longitudinali di un fusto possono essere ottenute effettuando un taglio di tipo tangenziale o radiale.
La sezione tangenziale viene ottenuta attraverso il taglio del fusto secondo un piano parallelo all’asse di accrescimento della pianta e tangente agli anelli di accrescimento. In questa sezione gli accrescimenti sono visibili come una serie di coni posti uno dentro l’altro, con l’apice rivolto verso il cimale della pianta: presentano quindi la classica forma fiammata.
La sezione radiale si ottiene attraverso il taglio del fusto secondo un piano parallelo all’asse di accrescimento della pianta e perpendicolare agli anelli di accrescimento. In questa sezione gli anelli si presentano come linee verticali parallele tra loro.
Nelle sezioni longitudinali è possibile osservare il tipo di porosità nelle latifoglie e la differenziazione tra alburno e durame, se presente.

### Descrizione microscopica
Per quanto riguarda la struttura e le caratteristiche dell'anello a livello microscopico, bisogna fare una distinzione tra conifere e latifoglie. Le conifere, infatti, presentano un legno omoxilo, costituito quasi interamente da cellule omogenee chiamate fibrotracheidi; mentre le latifoglie hanno un legno eteroxilo, composto da più tipi di cellule come tracheidi, trachee (o vasi), e fibre.

#### Legno primaticcio e legno tardivo

##### Conifere

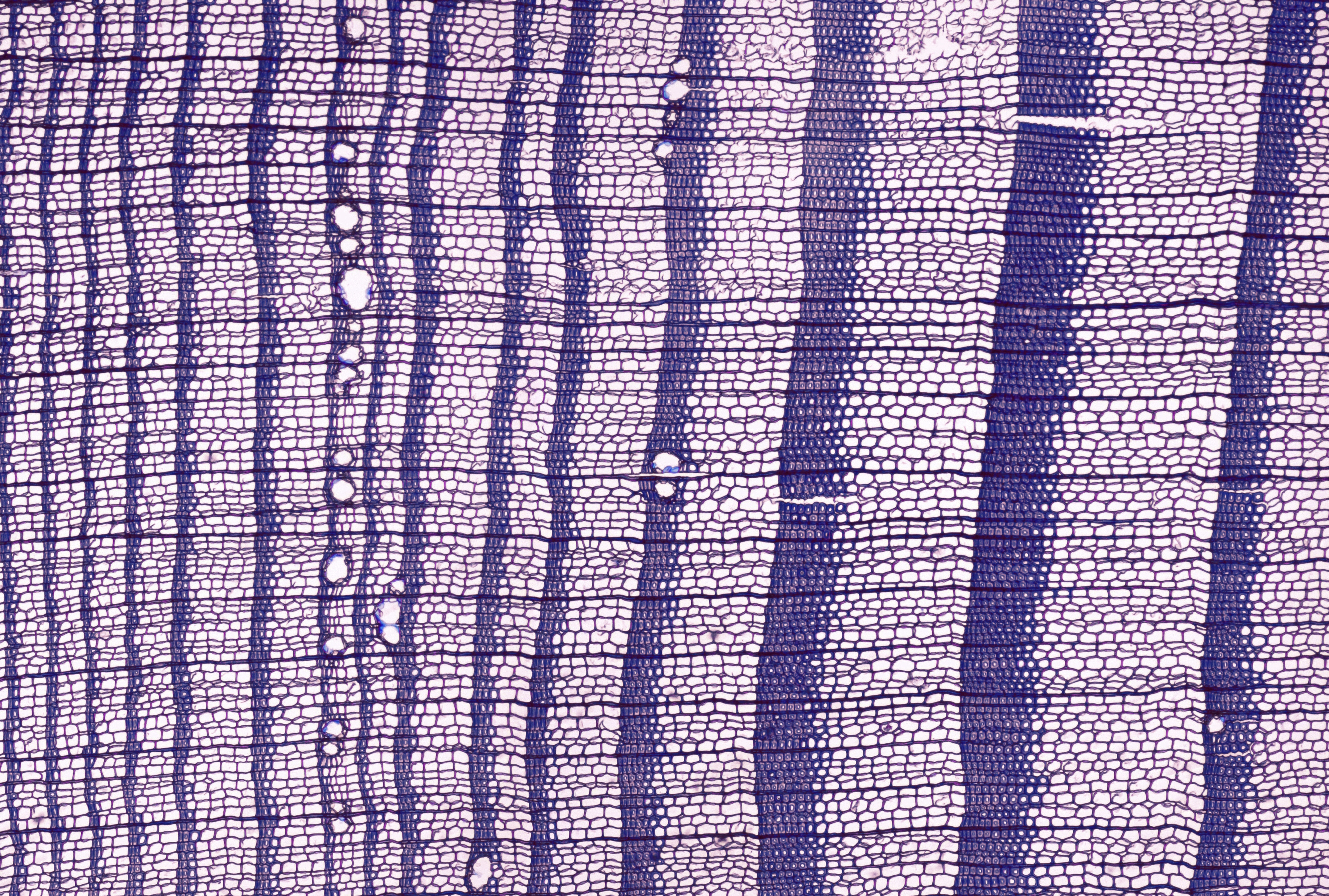
Sezione trasversale fusto di Larix decidua

Nell'anello è possibile distinguere due sezioni: una di colore più chiaro, che rappresenta il legno primaticcio, prodotto nel periodo primaverile della stagione vegetativa e una più scura, costituente il legno tardivo, prodotto in estate e in autunno. 
Il legno primaticcio è costituito da cellule (o elementi conduttori) più larghi e funzionali rispetto a quelle del legno tardivo, che sono più strette. Questo perché al primo spetta principalmente il compito di trasporto della linfa, mentre il secondo ha soprattutto la funzione di sostegno e si presenta con una resistenza e una durezza maggiore. 
Le cellule del legno primaticcio presentano un lume più ampio e una parete cellulare più sottile. Sono, inoltre, di colore più chiaro, in quanto in esse prevale la componente cellulosa (di colore biancastro). Nel legno tardivo, invece, il lume cellulare è ristretto e la parete cellulare è ispessita. Ciò causa un aumento della composizione di lignina, la quale gli fa assumere un colore più scuro.

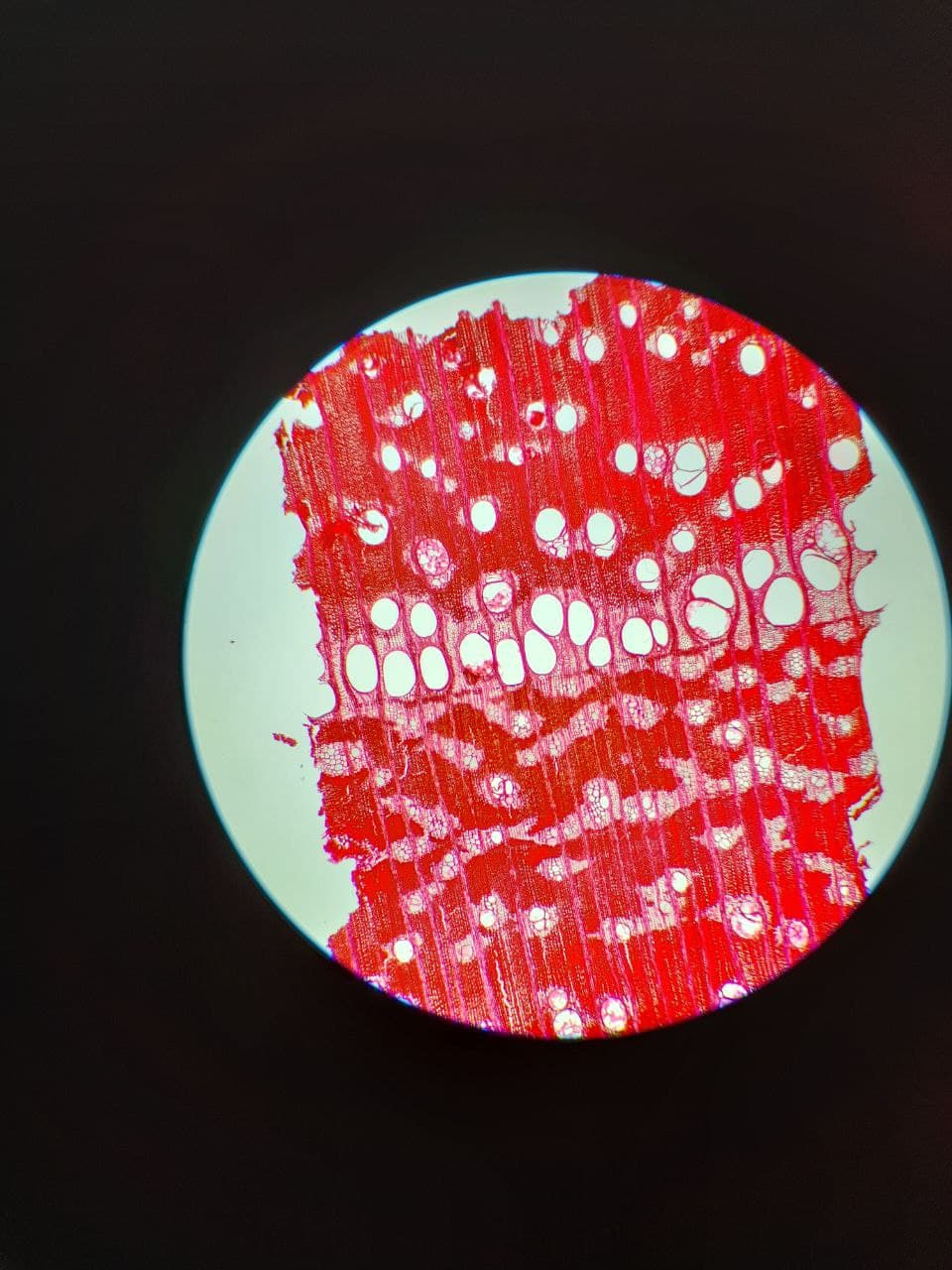
Sezione di Robinia pseudoacacia

##### Latifoglie
Nelle latifoglie, invece, in base al tipo di porosità che la pianta presenta, nonché in base alla dimensione e alla disposizione dei vasi nell'anello, gli anelli di accrescimento assumono aspetti diversi. Vi sono tre tipi di porosità principali:
- Anulare: Presenta una notevole differenza tra il legno primaverile e il legno tardivo. In particolare, varia il diametro dei vasi che risulta essere maggiore nella parte primaverile, per poi subire una forte variazione andando verso la parte tardiva dell'anello. Questo fa sì che il margine dell'anello risulti ben visibile e facile da distinguere. Hanno porosità anulare il castagno, il frassino, la quercia.
- Zonata: La grandezza dei vasi e la frequenza decrescono con l'avanzare della stagione vegetativa. Si riesce a riconoscere, seppur in maniera meno evidente rispetto alla porosità anulare, il limite dell'anello. È questo il caso del noce e del ciliegio.
- Diffusa: Gli elementi vasali presentano una certa omogeneità durante il corso della stagione vegetativa: il diametro non presenta notevoli variazioni e non vi è una diminuzione significativa della frequenza nella parte tardiva dell'anello. In questo caso, data l'uniformità dei vasi, appare difficile identificare il margine dell'anello. Alcuni esempi sono il faggio, il platano e l'acero.[8]

## Parametri che influenzano l'accrescimento
L'accrescimento diametrale non è costante nel tempo, lo spessore delle cerchie annuali dipende da molti fattori, difficili talvolta da individuare e riconoscere.
In primo luogo, i caratteri ereditari, determinati dal patrimonio genetico della specie legnosa, influenzano la tipologia e le caratteristiche dell'anello.
Numerose sono le leggi fisiologiche che regolano l'accrescimento degli alberi, in particolare l'accrescimento corrente aumenta fino ad un massimo per poi decrescere progressivamente, in condizioni ambientali considerate normali. Questo spiega la rapida crescita, in uno stadio giovanile, caratterizzata da anelli di grandi dimensioni, mentre l'accrescimento finale di piante mature è accompagnato da anelli molto stretti. Questo fenomeno è da ricollegare ad una maggiore quantità di foglie prodotte in fase giovanile con conseguente incremento della superficie fotosinteticamente attiva, che permette l'accumulo di una maggiore quantità di carboidrati necessari alla crescita dell'anello.

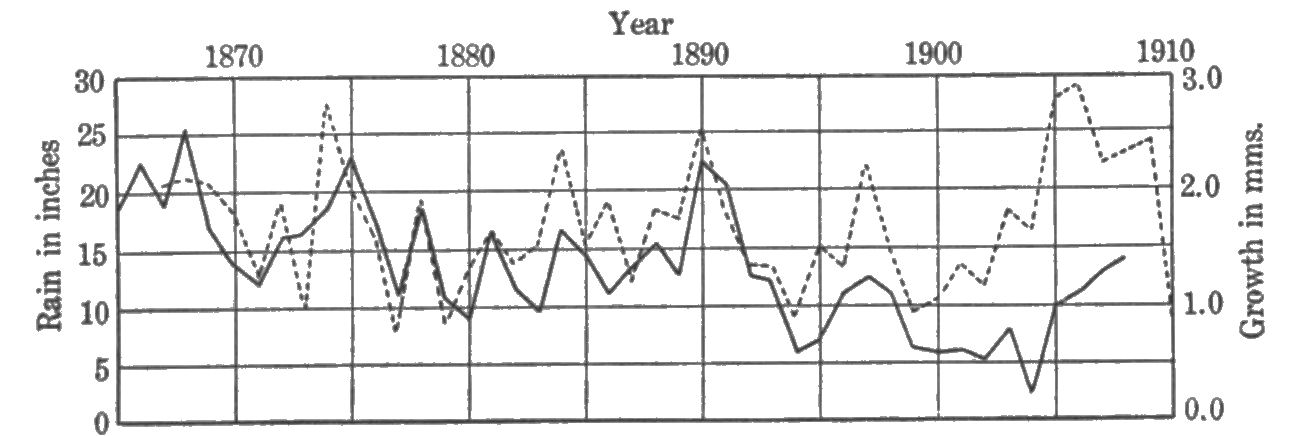
Crescita in mm in relazione alle precipitazioni

Importanza fondamentale assumono poi le caratteristiche stazionali, tra le quali la quota, l'esposizione, la pendenza, la composizione rocciosa e del suolo. Queste non caratterizzano un breve periodo di crescita ma bensì influenzano tutta la vita di una pianta accelerandone o rallentandone l'accrescimento. Le variabili in continua evoluzione, come il clima, hanno rilevanza se considerate annualmente e non come variazioni di temperatura e precipitazioni stagionali. Condizioni stazionali migliori permettono lo sviluppo di anelli con ampiezza maggiore.
Risulta poi differente considerare un individuo isolato rispetto ad uno inserito all'interno di una cenosi vegetale che determina concorrenza con altre specie e individui.
Infine, vanno considerati i possibili danni meteorologici, ad esempio, causati dalla grandine sulla chioma, gli attacchi parassitari e gli interventi antropici che possono alterare lo sviluppo degli anelli.
L'interazione di queste variabili fa si che l'ampiezza degli anelli non possa essere considerata come un carattere diagnostico per il riconoscimento delle specie legnose.

## Difetti del legno correlati

### Falsi anelli
Si verificano quando la pianta affronta un periodo di forte stress o a causa di eventi che bloccano temporaneamente la sua crescita, come ad esempio l'attacco da parte di parassiti o un periodo di elevata siccità o freddo. Come conseguenza, la pianta andrà incontro ad una perdita prematura dell'apparato fogliare e alla successiva formazione di nuovi germogli. Vi sarà, dunque, lo sviluppo di un nuovo anello di accrescimento, definito "falso anello". Esteticamente non presenta differenze significative dagli anelli di crescita tradizionali, se non mostrando una minor marcatura, ed è distinguibile attraverso la cross-datazione. 
Successivamente a stress ambientali è possibile che il cambio interrompa la sua attività. Questo impedirà la corretta formazione di un anello annuale e si avranno, dunque, i cosiddetti "anelli mancanti". 
Mentre, nel caso in cui il meristema cambiale fosse sottoposto a danni o lesioni, vi sarebbe la possibile formazione di anelli incompleti.

### Cipollatura
La cipollatura consiste nel parziale distacco lungo la fibratura di due anelli di accrescimento. Questo difetto ha come conseguenza una diminuzione delle caratteristiche meccaniche del legno in questione e spesso si rivela in seguito alla stagionatura. Può essere dovuto all'attacco di funghi, a un periodo di gelo, oppure successivamente a eventi traumatici.

## Dendrocronologia
Contando gli anelli in una sezione trasversale prossima alla base del fusto si è in grado di risalire, con una buona approssimazione, all’età della pianta. Questo è possibile perché nelle specie dei climi temperati ogni anello si sviluppa generalmente nel corso di una stagione vegetativa: in primavera viene prodotto il legno primaticcio e in estate (raramente in autunno) il legno tardivo.
La dendrocronologia è la scienza che si occupa dello studio degli anelli di accrescimento delle piante per la collocazione temporale, attraverso estrapolazione ed indagine indiretta, di eventi in campo ambientale e storico. La dendrocronologia comprende diverse sottodiscipline, come la dendroclimatologia (clima ed eventi climatici), la dendroidrologia (correnti marine e di corpi idrici), la dendrogeomorfologia (processi geomorfici), la dendroglaciologia (ghiacciai) e la dendrochimica (metalli pesanti).
Inoltre gli anelli di accrescimento possono fornire importanti informazioni riguardo alle dinamiche che caratterizzano i popolamenti forestali, anche estesi. Dal punto di vista della gestione forestale e di utilizzo del bosco, determinare la successione temporale degli eventi di disturbo che hanno colpito una determinata area consente di comprenderne lo sviluppo, individuarne le debolezze e suscettibilità, pianificare eventuali interventi. Uno studio di questo tipo è stato svolto nel Parco Nazionale Svizzero, nelle Alpi Svizzere Centrali. In un popolamento essenzialmente puro di pino montano (Pinus mugo Turra) gli anelli di accrescimento sono stati analizzati con lo scopo di ottenere informazioni sullo sviluppo di infezioni fungine da Armillaria spp. e da Heterobasidion annosum, ottenendo di fatto validi risultati riguardo alla storia del popolamento forestale in esame.